# Piaggio P.150
Il Piaggio P.150 è stato un aereo da addestramento monoplano sviluppato dall'azienda aeronautica italiana Piaggio nei primi anni cinquanta e rimasto allo stadio di prototipo.
Realizzato per rispondere ad una specifica emanata dall'Aeronautica Militare, dopo la valutazione non riuscì ad ottenere alcuna commissione ed il suo sviluppo venne interrotto.

## Storia del progetto
Nei primi anni cinquanta l'Aeronautica Militare si trovò a pianificare la sostituzione dello statunitense North American T-6 Texan in uso all'epoca nelle scuole di volo nel ruolo di addestratore di secondo periodo, o avanzato, ottenuto a basso costo come materiale surplus dopo il termine della seconda guerra mondiale per ricostituire il parco velivoli compromesso dall'esito del conflitto.
A tale scopo venne emessa una specifica relativa alla fornitura di un modello di simili caratteristiche alla quale risposero l'Aeronautica Macchi, la Fiat Aviazione e la Società Rinaldo Piaggio proponendo rispettivamente l'Aermacchi MB.323, il Fiat G.49 ed il Piaggio P.150.
La Piaggio affidò il progetto al suo capo ufficio tecnico Giovanni Casiraghi, il quale, coadiuvato da Alberto Faraboschi, disegnò un velivolo dall'impostazione classica che riproponeva nelle linee essenziali quella del T-6 Texan, un monomotore in configurazione traente di costruzione interamente metallica, configurazione alare monoplana con ala a sbalzo posizionata bassa sulla fusoliera, cabina di pilotaggio a due posti in tandem dotata di doppi comandi e carrello d'atterraggio retrattile di tipo classico, ma con un'ampia cappottina che garantiva una migliore visibilità al pilota ed all'istruttore.
Il prototipo fu immatricolato dall'azienda con marche I-PIAR quindi portato in volo per la prima volta nel novembre 1952. In seguito venne preso in carico dall'Aeronautica Militare dove gli venne assegnata la Matricola Militare 555, venendo quindi inviato al Reparto sperimentale di volo, all'epoca basato sull'aeroporto di Guidonia, per la valutazione, ma questo e gli altri tipi testati, malgrado presentassero caratteristiche interessanti, non risultarono particolarmente superiori al T-6 già ampiamente in uso, che montava lo stesso motore ed oltretutto continuava ad essere proposto a basso costo sul mercato, per cui non si concretizzò alcun ordine per nessuno dei tipi in concorso.
Il velivolo venne comunque utilizzato per qualche tempo come aereo da collegamento presso il Reparto sperimentale, per poi venire esposto al Palazzo a Vela di Torino, a quel tempo destinato a diventare il museo dell'Aeronautica Militare, ed infine trasportato a Vigna di Valle dove ancora si trovava nel 1978, ma non risulta essere ad oggi esposto nel Museo storico dell'Aeronautica Militare.

## Utilizzatori
Italia
- Aeronautica Militare

utilizzato solo per prove di valutazione.